# Musse Pigg som Ångbåtskalle
Musse Pigg som Ångbåtskalle (engelska: Steamboat Willie) är den första Musse Pigg-filmen med ljud. Den hade officiell premiär 18 november 1928. Filmen visades dock inför testpublik redan den 29 juli samma år, men då i stum version. Huvudtemat är Turkey in the Straw.
Filmen brukar räknas som Musse och Mimmi Piggs debutfilm men den allra första filmen som producerades med Musse Pigg var Musse Piggs luftfärd (Plane Crazy). Den hade sin första testvisning i stum version redan den 18 maj 1928 men fick sin officiella premiär efter Musse Pigg som ångbåtskalle, 17 mars 1929, då med synkroniserat ljud. Svensk premiär skedde 11 augusti 1930.
Walt Disney hade vid tidpunkten för första "Musse Pigg"-filmen redan etablerat sig väl som producent av tecknade kortfilmer med närmare 100 filmer.

## Handling
Musse Pigg står glatt visslande och styr en flodbåt, tills båtens kapten Svarte Petter bryskt föser bort honom ur styrhytten och själv övertar rodret. Han lägger till vid en ångbåtsbrygga där han lastar ombord en mängd olika husdjur.
Mimmi Pigg kommer springande, medförande gitarr och nothäften, men blir akterseglad. Musse hjälper henne ombord med båtens däckskran, men vid det något omilda nedsläppet på däck tappar hon gitarren och notpappren och de blir uppätna av en get. Musse bänder dock upp getens mun som en grammofontratt och Mimmi böjer dess svans till en vev. Sedan börjar Mimmi spela på geten likt ett positiv, medan Musse ackompanjerar först på ett improviserat trumset av soptunnor och kokkärl, sedan genom att spela på båtens last av djur. Han drar katter och griskultingar i svansarna så de skriker i olika tonarter, använder en gås som säckpipa och en kos tänder som en xylofon. Allt i en kakofonisk version av melodin "Turkey in the Straw".
Plötsligt uppenbarar sig Svarte-Petter och sätter stopp för det roliga. Han kastar ner Musse i kabyssen där han får skala potatis. Båtens papegoja börjar retas med Musse, som blir arg och kastar en potatis på fågeln så den trillar i vattnet. Musse skrattar när han hör papegojan, knappt hörbart, gurgla "Man overboard!".

## Ljudfilmens intåg
Musse Pigg som Ångbåtskalle är en av de första animerade filmerna med ljud. Den är däremot varken den första filmen eller animerade filmen med ljud. Året före släpptes spelfilmen Jazzsångaren och strax före Musse Pigg som Ångbåtskalle släpptes den animerade filmen Dinner Time. My Old Kentucky Home från 1926 introducerar en animerad hund med synkroniserat ljud.
Redan 1924 hade Come Take a Trip in My Airship premiär. Den filmen innehöll ljud som var synkroniserat till en animation, i form av en studsande boll över en sångtext. Animationsstilen har därefter använts i en mängd singalong-filmer.

## Rollista
- Walt Disney – samtliga röster[7]